# Exorista cantans
Exorista cantans är en tvåvingeart som beskrevs av Louis-Paul Mesnil 1960. Exorista cantans ingår i släktet Exorista och familjen parasitflugor. Inga underarter finns listade i Catalogue of Life.